# Арчуті
Арчу́ті — колишнє село (аул) в Лакському районі Дагестану (Росія). Воно розташоване на відстані 7 км від райцентру, біля сіл Хурі, Хурукра та Хуна.
Історія говорить, що село виникло досить давно (про це свідчать 3 цвинтарі: нижній, середній та верхній). Три брати з села Табахлу полювали в лісах гори Вацілу (назва гори походить від лакського слова «ваца» — «ліс»). Брати вбили в лісі оленя і відпочивали на вершині. Вони оглянули околиці і, так як їм сподобалась тутешня місцевість, вони вирішили лишитись тут. Старший брат — Хурук спустився по один бік і заснував село Хурукра; середній брат на ім'я Хурі спустився іншим схилом і заснував Хурі; молодший брат — Арчу спустився протилежним боком і заснував Арчуті. Кажуть, що так виникли три сусідні села.
Школи в селі не було через малу кількість дітей. До війни діти ходили в Ахар, а після війни в село Хуна. Мечеть була, при ній діяла мадресе. Проіснували вони до колективізації. Як не боролися селяни, все одно росіяни розібрали мечеть і з того каменю змусили збудувати ферму. Хоч і з села нікого насильно не виселили, все рівно воно поступово обезлюднилось. До останнього тут не було ні електрики, ні радіо, ні телефону.
До початку 1960 року тут було 6 хат в яких мешкали в основному люди похилого віку. З 1970 по 1973 роки тут проживала тільки сім'я Акаєвих, які згодом теж були змушені переселитися в село Хуна, де голова родини працював в школі вчителем.
Будівлі хат були гарної архітектури. Будували мало, але зі смаком. Часто вживалися арки, витесані з суцільного уламку скелі. Особливо виділялися дві хати Камілових і Гамзаєвих (переїхали на Україну). Кладка каменю (без розчину) була настільки рівною і міцною, що не можна було й голки встромити між ними (виглядало як один гладкий суцільний камінь). Стелі будинку Гамзаєвих були дзеркальними, скло дзеркал виготовив і встановив сам господар.
Саніят Гамзаєва — фізик-ядерник, член-кореспондент Академії Наук України. Її донька — викладач Харківського Університету.
В 1886 році в Арчуті було 83 двори, а в 1914 році тут мешкало 92 особи. Найбільше населення було 160—170 чоловік. До початку Другої Світової Війни було 20 дворів, з яких призвано було 13 осіб, 9 не повернулося. Абдурахман Гамзаєв помер від ран та хвороб через 3 місяці після війни.
| Росія | Це незавершена стаття з географії Росії. Ви можете допомогти проєкту, виправивши або дописавши її. |